# ميغيل ميسيل غونزاليس
ميغيل ميسيل غونزاليس (بالإسبانية: Miguel Angel González) هو عداء سريع مكسيكي، ولد في 3 يوليو 1944 في مدينة مكسيكو في المكسيك.

## وصلات خارجية
- ميغيل ميسيل غونزاليس على موقع اللجنة الأولمبية الدولية (الإنجليزية)
- ميغيل ميسيل غونزاليس على موقع أوليمبيديا (الإنجليزية)